# Ludovic Ajorque
Ludovic Ajorque (ur. 25 lutego 1994 w Saint-Denis) – francuski piłkarz, występujący na pozycji napastnika we francuskim klubie Stade Brestois 29, do którego jest wypożyczony z niemieckiego 1. FSV Mainz 05.

## Kariera reprezentacyjna
Ajorque w marcu 2018 roku otrzymał ofertę gry dla reprezentacji Madagaskaru, debiutującej w Pucharze Narodów Afryki (2019). Francuz odrzucił ją jednak, gdyż chciał skupić się na karierze klubowej, bo był to jego pierwszy sezon w Strasbourgu. Sam Nicolas Dupuis (trener Madagaskarczyków) wyraził zrozumienie dla zawodnika.